# 10 Rezerwowa Dywizja Piechoty (Cesarstwo Niemieckie)
10 Rezerwowa Dywizja Piechoty (niem. 10. Reserve-Division)  – związek taktyczny Armii Cesarstwa Niemieckiego. 
W sierpniu 1914 rozwinięto w Niemczech do etatów wojennych istniejące w okresie pokoju związki operacyjne (armie) i związki taktyczne. W tym też miesiącu z rekrutów, rezerwistów i ochotników znajdujących się  w korpuśnych ośrodkach szkoleniowych zorganizowano jednostki rezerwowe.

W składzie V Rezerwowego Korpusu Armijnego została rozwinięta między innymi 10 Rezerwowa Dywizja Piechoty. W I wojnie światowej dywizja walczyła na froncie zachodnim.

## Struktura organizacyjna
Skład w 1914:
- dowództwo dywizji
- 18 Rezerwowa Brygada Piechoty
  - 37 rezerwowy pułk piechoty
  - 46 rezerwowy pułk piechoty
- 77 Brygada Piechoty
  - 37 pułk fizylierów
  - 155 pułk piechoty
- 6 rezerwowy pułk ułanów